# Having a Rave Up
Having a Rave Up (noto anche come Having a Rave Up with The Yardbirds) è il secondo album del gruppo musicale britannico The Yardbirds, pubblicato nel 1965.

## Il disco
Si tratta di una raccolta ufficiale del complesso, realizzata inizialmente solo per il mercato statunitense, assemblando brani apparsi originariamente solo su singolo ed i loro rispettivi lati b, con estratti dall'album d'esordio della band, ovvero Five Live Yardbirds.
In questa edizione fu uno dei lavori più apprezzati all'epoca della sua uscita, tra quelli pubblicati da complessi appartenenti alla cosiddetta British Invasion, tanto da essere valutato sullo stesso livello qualitativo delle opere coeve di Beatles e Rolling Stones.
Col tempo questa compilation ha acquisito il valore attribuito convenzionalmente ad un album ufficiale, perché al tempo conteneva materiale della band, altrimenti di difficile reperibilità, e poiché per alcuni critici, a causa dell'elevata qualità sia dell'incisione quanto del contenuto, poteva essere ritenuto quasi un'antologia delle registrazioni più significative realizzate dal complesso, almeno fino a quel momento.
Successivamente col riordino, e conseguente pubblicazione in versione digitale, dell'opera omnia degli Yardbirds, da parte della casa discografica tedesca Repertoire Records, caratterizzata da un catalogo specializzato in rock classico e gruppi musicali di culto del genere, si è deciso di confermare a questo album il valore di ufficiale.
Questa edizione, risalente al 1999, rispetta il formato originale della compilation, aggiungendo 11 tracce, tra le quali i brani del 45 giri Shapes of Things, ossia il brano omonimo col retro New York City Blues (cioè una versione rielaborata della loro Five Long Years), ed alcuni demo di versioni embrionali di brani, che compariranno sull'unico vero e proprio album in studio dell'epoca d'oro della band: Roger the Engineer (1966).
Nel 2003, l'album si è classificato al numero 353 nella classifica dei 500 più grandi album di tutti i tempi redatta dalla rivista Rolling Stone.
Da sottolineare che nell'originario secondo lato della versione in vinile di questa raccolta, costituito come già detto da tracce dal vivo, alla chitarra solista figura Eric Clapton, mentre nel resto dell'album, comprese le tracce bonus, tale ruolo spetta a Jeff Beck; inoltre nel brano Stroll On (ovvero Train Kept A-Rollin'), inciso appositamente per la colonna sonora del film Blow-Up, compare Jimmy Page nel ruolo di seconda chitarra solista.

## Tracce
Lato 1
1. Mr. You Are a Better Man Than I (Mike Hugg/Brian Hugg) – 3:17
2. Evil Hearted You (Graham Gouldman) – 2:23
3. I'm a Man (Bo Diddley) – 2:36
4. Still I'm Sad (Jim McCarty, Paul Samwell-Smith) – 2:57
5. Heart Full of Soul (Gouldman) – 2:27
6. Train Kept A-Rollin' (Tiny Bradshaw, Howard Kay, Lois Mann) – 3:25

Lato 2
1. Smokestack Lightning (Howlin' Wolf) – 5:35
2. Respectable (O'Kelly Isley, Ronald Isley, Rudolph Isley) – 5:35
3. I'm a Man (Bo Diddley) – 4:33
4. Here 'Tis (Bo Diddley) – 5:10

### Tracce bonus ristampa 1999 Repertoire[2]
1. Shapes of Things – 2:26
2. New York City Blues – 4:19
3. Jeff's Blues – 3:04
4. Someone to Love – 2:24
5. Someone to Love – 4:18
6. Like Jimmy Reed Again – 3:04
7. Chris Number – 2:23
8. What Do You Want – 3:11
9. Here 'Tis – 3:49
10. Here 'Tis – 4:06
11. Stroll On – 2:44

## Formazione
- Jeff Beck – chitarra (Lato 1)
- Eric Clapton – chitarra (Lato 2)
- Jimmy Page - chitarra (in Stroll On)[2]
- Chris Dreja – chitarra ritmica
- Jim McCarty – batteria, coro
- Keith Relf – voce, armonica a bocca, chitarra acustica
- Paul Samwell-Smith – basso, coro